# 마이크 마쿨라
마이크 마쿨라(Mike Markkula, 본명: Armas Clifford "Mike" Markkula Jr., /mɑːrˈkuːlə/; 1942년 2월 11일 ~ )는 미국의 전기 엔지니어, 사업가 및 투자자이다. 그는 애플 컴퓨터의 최초 엔젤 투자자이자 제1회장, 제2대 CEO로서 중요한 초기 자금 조달 및 경영 지원을 제공했다. 회사 설립 당시 마쿨라는 공동 창업자인 스티브 잡스와 스티브 워즈니악이 소유한 각 주식에 해당하는 애플 지분 26%를 소유했다.

## 어린 시절
마쿨라의 증조부 이삭 페르디난드 마쿨라(Isak Ferdinand Markkula)는 핀란드 시에비에서 태어났다. 그와 그의 아내는 출처에 따라 1865년 또는 1883년에 미국으로 이주했다. 마이크 마쿨라의 이름 아마스(Armas)와 성 마쿨라(Markkula)는 전통적인 핀란드 이름이다. 그의 이름 아마스는 핀란드어로 "친애하는" 또는 "사랑하는"을 의미한다.
마쿨라는 서던캘리포니아 대학교에서 전기공학 학사 및 석사 학위를 취득했다.

## 경력
마쿨라는 페어차일드 반도체 및 인텔의 마케팅 관리자로 일하면서 얻은 스톡 옵션으로 수백만 달러를 벌어 33세에 재정적으로 독립하고 조기 퇴직했다. 그 후 그는 스타트업 컨설턴트가 되어 수십 명의 기업가를 멘토링했으며 매주 월요일에만 일했다.